# Sport in 's-Hertogenbosch

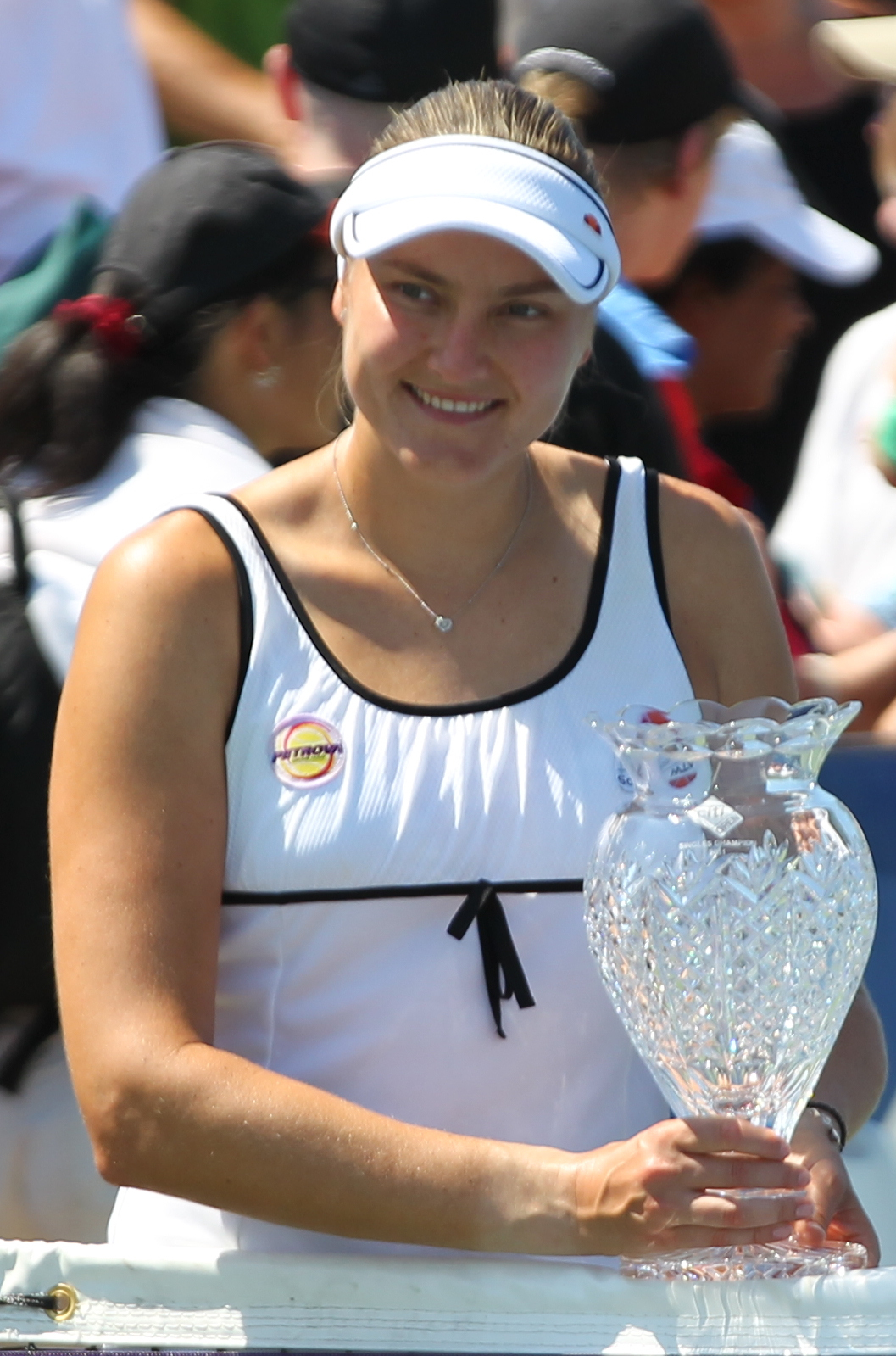
Nadja Petrova, de winnares van het Unicef Open 2012 in Rosmalen.

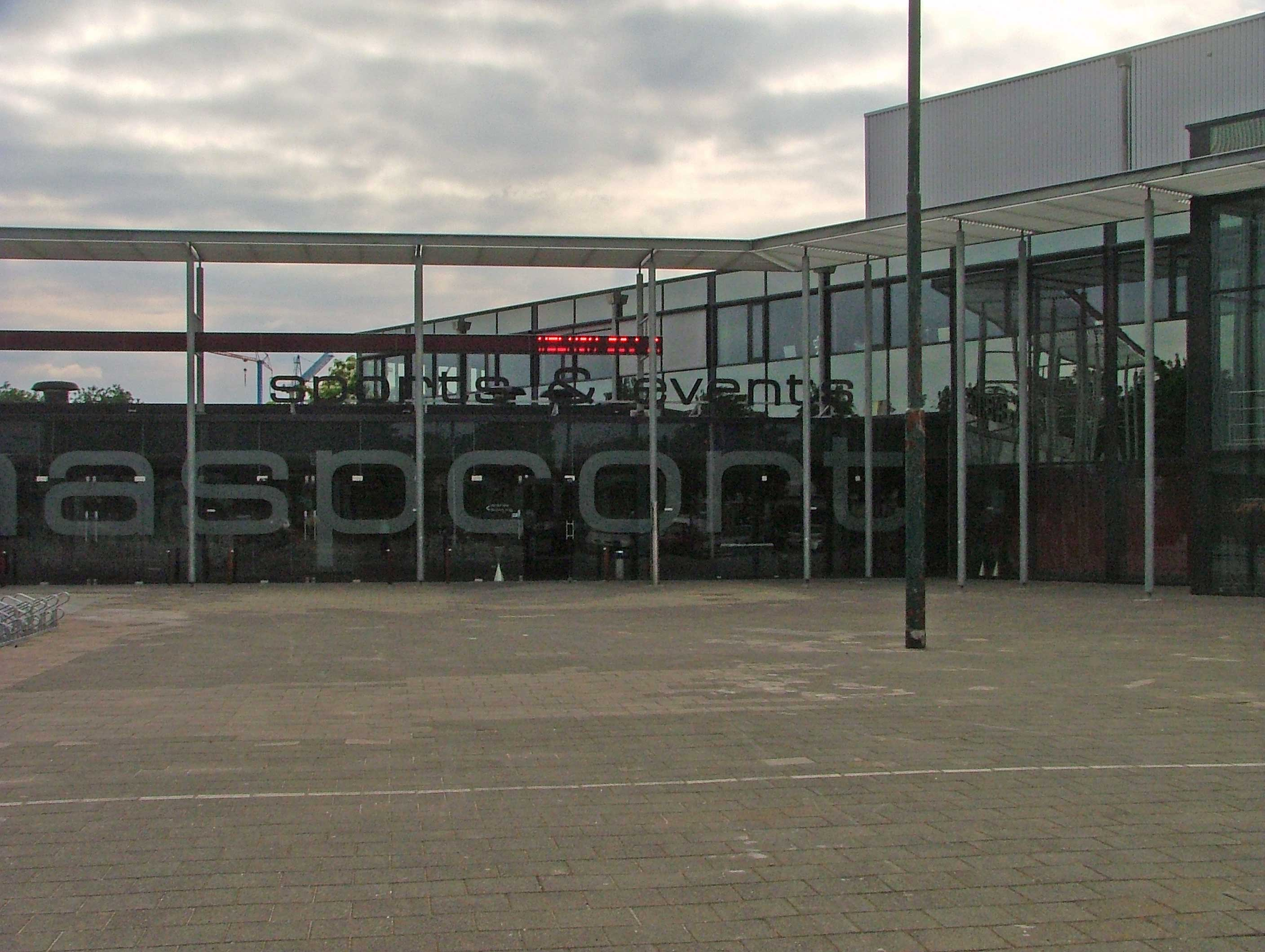
Ingang Maaspoort Sports en Events.

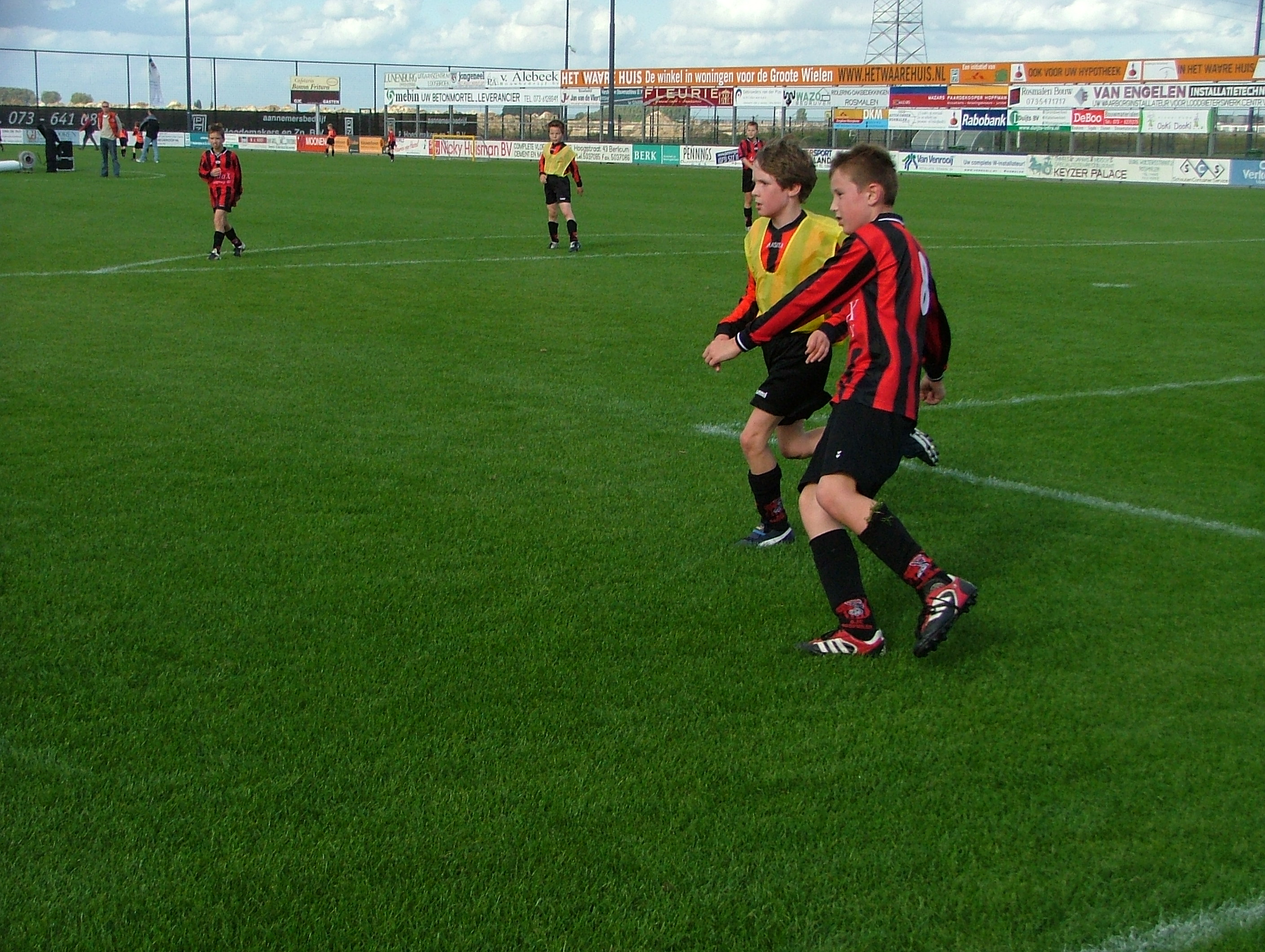
Sportpark De Groote Wielen.

Dit artikel geeft een overzicht van sport in de gemeente 's-Hertogenbosch.

## Evenementen
| Sport        | Plaats           | Evenement                         | Locatie                        | Frequentie            |
| ------------ | ---------------- | --------------------------------- | ------------------------------ | --------------------- |
| Darten       | Rosmalen         | Wereldkampioenschappen darts 2007 | Autotron Rosmalen              | Eenmalig              |
| Paardensport | 's-Hertogenbosch | Indoor Brabant                    | Brabanthallen 's-Hertogenbosch | Jaarlijks terugkerend |
| Paardensport | Rosmalen         | Outdoor Romalen                   | Elststraat                     | Jaarlijks terugkerend |
| Schaken      | Hintham          | NK Snelschaken voor clubteams     | Cultureel Centrum De Biechten  | 2009-2010-2011        |
| Schaken      | Rosmalen         | NBSB Rapid Kampioenschappen       | Café D'n Beer                  | 2009-2014             |
| Tennis       | 's-Hertogenbosch | Davis Cup                         | Brabanthallen 's-Hertogenbosch | Eenmalig              |
| Tennis       | 's-Hertogenbosch | Davis Cup                         | Maaspoort Sports & Events      | Eenmalig              |
| Tennis       | Rosmalen         | Tennistoernooi van Rosmalen       | Autotron Rosmalen              | Jaarlijks terugkerend |
| Wielrennen   | 's-Hertogenbosch | Ronde van Frankrijk 1996*         | Brabanthallen 's-Hertogenbosch | Eenmalig              |
| Wielrennen   | 's-Hertogenbosch | Ronde van Nederland 2000**        | -                              | Eenmalig              |

- * Proloog, eerste etappe en start tweede etappe. De start was in de Brabanthallen 's-Hertogenbosch
- **Proloog en start eerste etappe.

## Sportaccommodaties

### Bastion Baselaar
Bastion Basealaar is een tennis- en padelsportpark in Hintham. Het is de thuishaven van tennisvereniging Bastion Baselaar, Op het sportpark wordt zowel binnen als buiten tennis beoefend en er wordt paddel gespeeld.

### Flik-Flak hal
De Flik-Flak hal is een sporthal aan de Marathonloop in de wijk Maaspoort. Het is de thuisbasis van de vereniging Flik-Flak. De sporthal is in sinds 2008 in gebruik door de sportvereniging.

### GC BurgGolf Haverleij
GC BurgGolf Haverleij is een golfbaan in Engelen waar de gelijknamige golfclub speelt. Het is de grootste golfbaan in 's-Hertogenbosch en heeft als enige golfbaan in de gemeente 18 holes en de A-status.

### Golf Club Bois-Le-Duc
Golf Club Bois le Duc is een golfbaan in 's-Hertogenbosch waar de gelijknamige golfclub speelt. De golfbaan heeft 9 holes. De golfbaan is gelegen naast Sportpark de Meerendonk, alwaar BLC de thuiswedstrijden speelt. De golfbaan ligt op een voormalige vuilnisbelt.

### Hockeycomplex Oosterplas
Het Hockeycomplex Oosterplas is gevestigd bij de Oosterplas in 's-Hertogenbosch. De vaste bespeler van het complex is Hockeyclub 's-Hertogenbosch. Het complex telt drie watervelden en vier met zand ingestrooide velden.

### Maaspoort Sports en Events
In de Maaspoort staat de sporthal Maaspoort Sports en Events. In de sporthal organiseert de gemeente jaarlijks sportevenementen op allerlei niveaus. Zo werden in 2006 en in 2007 de Nederlands kampioenschap badminton georganiseerd in de sporthal. Ook het Europese kampioenschappen badminton 2006 werd georganiseerd in deze sporthal. Maaspoort Sports en Events is de thuisbasis van Heroes Den Bosch, meervoudig landskampioen in de Eredivisie.

### PBO Opleidings- en trainingscomplex
Het PBO Opleidings- en trainingscomplex is het trainingscomplex van FC Den Bosch. Voorheen speelde de voetbalvereniging OVH op dit sporterrein.

### Sporthal De Hazelaar
Sporthal De Hazelaar is een sporthal in de wijk Sparrenburg in Rosmalen. De sporthal is de thuisbasis van Eerste divisionist The Black Eagles, Volleybalvereniging Spirit en Badminton Vereniging Hercules. De sporthal wordt ook gebruikt voor Lichamelijke opvoeding voor onder andere het Rodenborch College.

### Sportpark De Groote Wielen
Sportpark De Groote Wielen is een sportpark in stadsdeel De Groote Wielen. Het is een sportpark in het noorden van Rosmalen dat gebouwd is als vervanging van Sportpark Coudewater en een deel van Sportpark De Hoef. Op het sportpark zijn een aantal sporten gevestigd, zoals Petanque, Honkbal, Softbal, Korfbal en Voetbal.

### Sportpark Noord
Sportpark Noord is een sportpark in Orthen(tot 2019 sportpark De Hambaken). Op het sportpark wordt onder andere voetbal, handbal en tennis gespeeld. Het was tot 2022 de thuisbasis van OSC'45. In het seizoen 2022-23 wordt de voetbalinfrastructuur van het park heraangelegd waarna het de thuisbasis wordt van de fusieclub ontstaan uit OSC'45 en TGG, DBN '22. Handbal vereniging Blauw Wit (sinds 1949) heeft hier haar eigen clubhuis en speelt hier haar buiten wedstrijden op een kunstgrasveld.

### Sportpark De Hoef
Sportpark De Hoef is een sportpark in de wijk Molenhoek. Op het sportpark wordt er Tennis gespeeld door Tennisvereniging Rosmalen. De Waterpolo De Treffers Rosmalen spelen hun wedstrijden in zwembad Kwekkelstijn. Voorheen werd er ook door OJC Rosmalen voetbal gespeeld op het sportpark, maar deze vereniging is in 2005 verhuisd naar Sportpark De Groote Wielen. Aan het sportpark staat ook het bondsbureau van de Nederlandse handboogbond en het clubgebouw van Postduivenvereniging De Zwaluw.

### Sportpark de Meerendonk
Sportpark de Meerendonk is het sportpark van BLC. Het ligt aan de A2 onder de rook van het Provinciehuis Noord-Brabant.

### Sportpark De Saren
Sportpark De Saren is een sportpark in de wijk Maaspoort. Op het sportpark werd honkbal gespeeld door Gryphons. Anno 2025 wordt er alleen nog voetbal gespeeld door RKVV Wilhelmina.

### Sportpark De Schutskamp
Sportpark De Schutskamp is een sportpark in de wijk Kruiskamp. Op het sportpark bevindt zich een sporthal, een atletiekbaan van O.S.S.-VOLO en de voetbalvelden van CHC/Orca en RKJVV.

### Sportpark De Vliert
Sportpark De Vliert is een sportpark in De Vliert in 's-Hertogenbosch. Op het sportpark bevinden zich de voetbalvelden van BVV, het Stadion De Vliert waar FC Den Bosch de thuiswedstrijden afspeelt en Sportiom alwaar er een zwembad en een ijshockeyhal is. In de ijshockeyhal speelt Red Eagles 's-Hertogenbosch de thuiswedstrijden. Voordat Sportiom hier gevestigd werd, waren hier ook de voetbalvelden van TGG op het sportpark, voordat TGG verhuisde naar De Donken.

### Sportpark Eikenhage
Sportpark Eikenhage is een sportpark in Kruisstraat. Op het sportpark wordt gevoetbald door RKKSV.

### Sportpark Empel-Zuid
Sportpark Empel-Zuid is een sportpark ten zuiden van Empel. Het sportpark werd in 2005 aangelegd als vervanging van Sportpark De Maasakker in het centrum van Empel. De vaste bespeler van het sportpark is rkvv Emplina.

### Sportpark Maliskamp
Sportpark Maliskamp is een sportpark in de bossen van Maliskamp. Op het sportpark wordt er golf, hockey, tennis en voetbal beoefend. Het sportpark is gelegen aan de Jos de Letterlaan.

### Stadion De Vliert

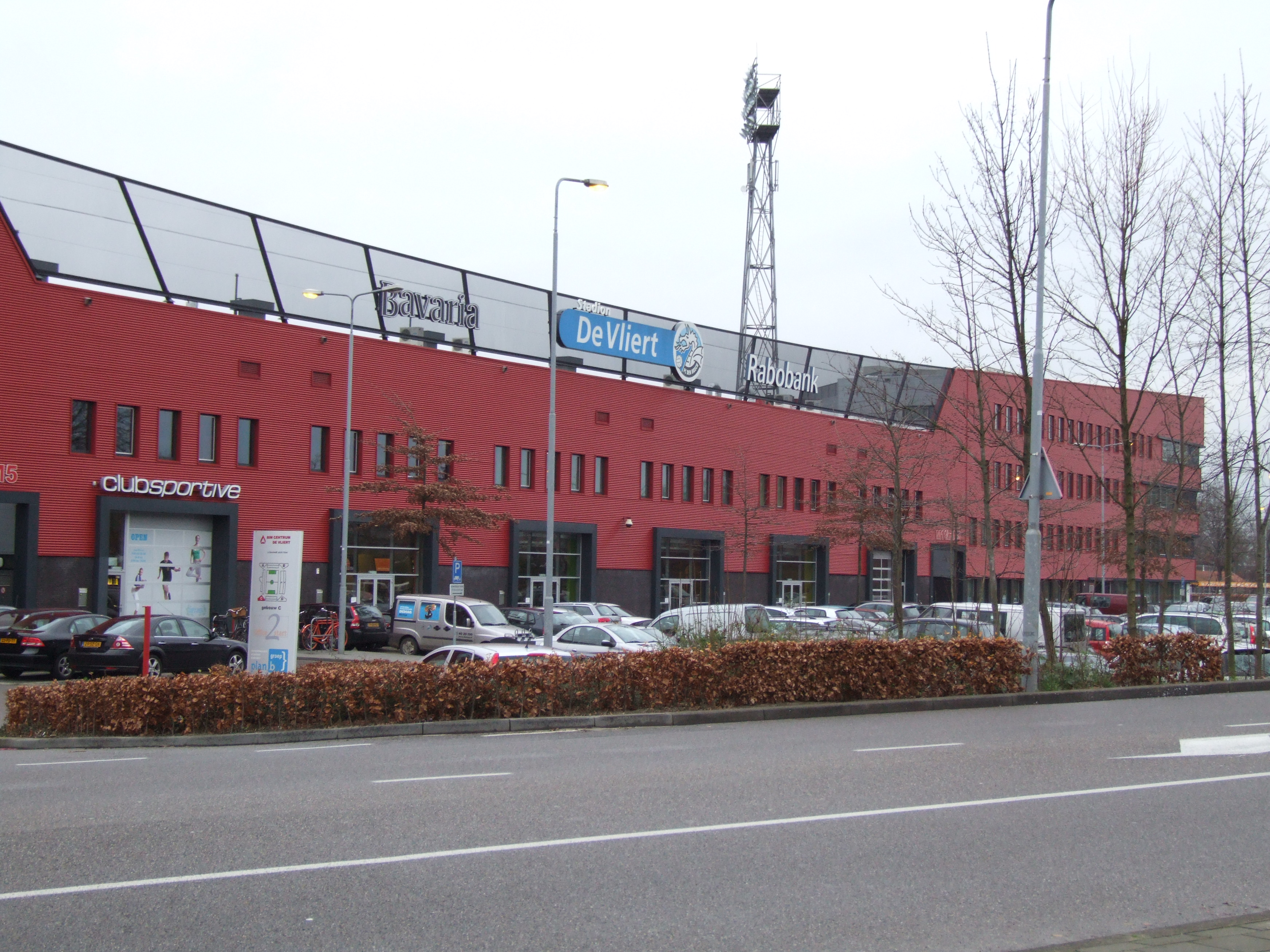
Stadion De Vliert.

In de wijk De Vliert staat het stadion van FC Den Bosch. Het stadion werd gebouwd in 1951 voor BVV. Nadat BVV in 1967 fuseerde met RKVV Wilhelmina, ging het nieuwe FC Den Bosch in het stadion spelen. FC Den Bosch nam de proflicentie van BVV over. Het stadion had bij de opening een capaciteit van 30.000 toeschouwers. In het stadion was een atletiekbaan aanwezig. Na de renovatie in 1997 is het grootste deel van het stadion tegen de vlakte gegaan. De capaciteit werd drastisch verlaagd en ook de atletiekbaan verdween. Anno 2025 heeft het stadion een capaciteit van 8500 toeschouwers.

## Verdwenen sportaccommodaties

### Brabantbad
Het Brabantbad was een zwembad met sporthal aan de Van Grobbendoncklaan. Het complex is in 1998 gesloopt, toen Sportiom op het Sportpark De Vliert in gebruik is genomen.

### Sportpark Coudewater
Sportpark Coudewater was een sportpark in Rosmalen naast het voormalige klooster Coudewater. Het sportpark werd gebruikt voor korfbal en honkbal.

### Sportpark De Hooge Donken
Sportpark De Hooge Donken was een sportpark in 's-Hertogenbosch aan de parallelweg. Op het sportterrein werd er gevoetbald door RKVV Wilhelmina en was er ook een wielerbaan. In 1951 is het sportpark gesloopt ten behoeve van industrie.

### Sportpark De Wolfsdonken
Sportpark De Wolfsdonken was een sportpark achter Station 's-Hertogenbosch. Het sportpark was gelegen aan de Sportlaan, die thans de naam Onderwijsboulevard draagt. Op het sportpark werd gevoetbald door voetbalvereniging RKVV Wilhelmina.

### Sportpark De Maasakker
Sportpark De Maasakker was een sportpark in Empel. Met de groei van Empel en de daarmee gepaarde groei van rkvv Emplina werd ten zuiden van Empel een nieuw sportpark gebouwd, Sportpark Empel-Zuid. Na de verhuizing in 2005 heeft het sportpark geen bespeler meer.

## Sportverenigingen
| Sport        | Plaats           | Club                                         | Accommodatie                                     | Hoogste niveau                                 |
| ------------ | ---------------- | -------------------------------------------- | ------------------------------------------------ | ---------------------------------------------- |
| Atletiek     | 's-Hertogenbosch | O.S.S.-VOLO                                  | Sportpark De Schutskamp                          | Niet bekend                                    |
| Badminton    | Rosmalen         | Badminton Club Hercules                      | Sporthal De Hazelaar                             | Eerste Klasse                                  |
| Basketbal    | 's-Hertogenbosch | SPM Shoeters Den Bosch                       | Maaspoort Sports en Events                       | Eredivisie                                     |
| Basketbal    | Rosmalen         | The Black Eagles                             | Sporthal De Hazelaar                             | Eerste divisie                                 |
| Biljart      | 's-Hertogenbosch | S-S&P De Dieze                               | Snooker- Pool- Biljart- en Dartscentrum De Dieze | Tweede divisie                                 |
| Boogschieten | 's-Hertogenbosch | Handboogvereniging Prins Bernhard            | Fort Orthen, Ketsheuvel 52                       | Ere-klasse                                     |
| Boogschieten | Rosmalen         | Nederlandse handboog bond                    | Sportpark De Hoef                                | Bondsgebouw                                    |
| Bowling      | 's-Hertogenbosch | Bowling Vereniging 's-Hertogenbosch          | Bowling- en Partycentrum De Maaspoort            | Niet bekend                                    |
| Dammen       | Hintham          | Heijmans Excelsior Damvereniging             | Cultureel Centrum De Biechten                    | Hoofdklasse                                    |
| Darten       | Rosmalen         | Bergen Darts Team                            | Café De Bergen                                   | Opgeheven                                      |
| Darten       | 's-Hertogenbosch | Café Lohengrin                               | Café Lohengrin                                   | Regioklasse Midden-Zuid                        |
| Duivensport  | Rosmalen         | Postduivenvereniging De Zwaluw               | Sportpark De Hoef                                | Niet bekend                                    |
| Golf         | Engelen          | GC BurgGolf Haverleij                        | GC BurgGolf Haverleij                            | Niet bekend                                    |
| Golf         | 's-Hertogenbosch | Golf Club Bois le Duc                        | Golf Club Bois le Duc                            | Niet bekend                                    |
| Golf         | Maliskamp        | Golfclub Rosmalen                            | Sportpark Maliskamp                              | Niet bekend                                    |
| Handbal      | 's-Hertogenbosch | Handbal vereniging Blauw Wit                 | Sportpark Noord en sporthal De Schutskamp        | breedte sport                                  |
| Hockey       | 's-Hertogenbosch | Hockeyclub 's-Hertogenbosch                  | Hockeycomplex Oosterplas                         | Hoofdklasse hockey (zowel heren als dames)     |
| Hockey       | Maliskamp        | MHC Rosmalen                                 | Sportpark Maliskamp                              | Derde klasse hockey (zowel heren als dames)    |
| Honkbal      | Rosmalen         | Gryphons                                     | Sportpark De Groote Wielen                       | Honkbal 1e Klasse                              |
| IJshockey    | 's-Hertogenbosch | Red Eagles 's-Hertogenbosch                  | Sportiom                                         | Eerste divisie                                 |
| Korfbal      | Rosmalen         | RoDeBo                                       | Sportpark De Groote Wielen                       | Vierde klasse                                  |
| Petanque     | Rosmalen         | Petanque Vereniging Janboel 81               | Sportpark De Groote Wielen                       | Niet bekend                                    |
| Rugby        | 's-Hertogenbosch | Rugbyclub The Dukes                          | Limietlaan zijde Sluis 0                         | Ereklasse                                      |
| Schaken      | Hintham          | HMC Den Bosch                                | Cultureel Centrum De Biechten                    | Meesterklasse                                  |
| Schaken      | Rosmalen         | Schaakvereniging De Kentering                | Café D'n Beer                                    | NBSB 2e Klasse                                 |
| Schaken      | 's-Hertogenbosch | Rekreatie Schaakvereniging Den Bosch Noord   | Ketsheuvel 52                                    | geen competitie                                |
| Snooker      | 's-Hertogenbosch | De Dieze                                     | Snooker- Pool- Biljart- en Dartscentrum De Dieze | Hoofdklasse Poule 1                            |
| Tafeltennis  | 's-Hertogenbosch | TTV Never Despair                            | Sporthal Eerste Rompert 9                        | Hoofdklasse                                    |
| Tennis       | Hintham          | Bastion Baselaar                             | Bastion Baselaar                                 | Ere divisie                                    |
| Tennis       | Empel            | TV Asmunt                                    | Diepteweg                                        | Top klasse(heren vanaf 2023)                   |
| Tennis       | 's-Hertogenbosch | TPC Maaspoort                                | TPC Maaspoort                                    | Niet bekend                                    |
| Tennis       | Maliskamp        | Tennisclub Maliskamp                         | Sportpark Maliskamp                              | Niet bekend                                    |
| Tennis       | Rosmalen         | Tennisvereniging Rosmalen                    | Sportpark De Hoef                                | Niet bekend                                    |
| Turnen       | 's-Hertogenbosch | Flik-Flak                                    | Flik-Flak hal                                    | Afhankelijk van persoon.                       |
| Turnen       | Rosmalen         | OJC Rosmalen                                 | Cultureel Centrum De Bron                        | Afhankelijk van persoon.                       |
| Voetbal      | 's-Hertogenbosch | BLC                                          | Sportpark de Meerendonk                          | Derde klasse                                   |
| Voetbal      | 's-Hertogenbosch | BVV                                          | Sportpark De Vliert                              | Zaterdag: Vierde klasse - Zondag Tweede klasse |
| Voetbal      | 's-Hertogenbosch | CHC/Orca                                     | Sportpark De Schutskamp                          |                                                |
| Voetbal      | 's-Hertogenbosch | DBN '22                                      | Sportpark Noord                                  | Derde klasse                                   |
| Voetbal      | 's-Hertogenbosch | FC Den Bosch                                 | Stadion De Vliert                                | Eerste divisie                                 |
| Voetbal      | Empel            | rkvv Emplina                                 | Sportpark Empel-Zuid                             | Vierde klasse                                  |
| Voetbal      | Engelen          | FC Engelen                                   | Sportpark De Vutter                              | Vierde klasse                                  |
| Voetbal      | Maliskamp        | RKVV Maliskamp                               | Sportpark Maliskamp                              | Vierde klasse                                  |
| Voetbal      | Rosmalen         | OJC Rosmalen                                 | Sportpark De Groote Wielen                       | Zondag Hoofdklasse B                           |
| Voetbal      | 's-Hertogenbosch | RKJVV                                        | Sportpark De Schutskamp                          |                                                |
| Voetbal      | Kruisstraat      | RKKSV                                        | Sportpark Eikenhage                              | Vijfde klasse                                  |
| Voetbal      | 's-Hertogenbosch | RKVV Wilhelmina                              | Sportpark De Saren                               | Vierde klasse                                  |
| Volleybal    | Rosmalen         | Volleybalvereniging Spirit                   | Sporthal De Hazelaar                             | Niet bekend                                    |
| Waterpolo    | Rosmalen         | Zwem- en Polovereniging De Treffers Rosmalen | Sportpark De Hoef                                | Heren: Heren 3D - Dames: District 5 D1         |
| Zwemmen      | Rosmalen         | Zwem- en Polovereniging De Treffers Rosmalen | Sportpark De Hoef                                |                                                |

## Topsportgemeente 2007
Sport2B heeft de gemeente 's-Hertogenbosch in 2007 uitgeroepen tot topsportgemeente van het jaar. 's-Hertogenbosch bleef de gemeenten Amsterdam, Edam-Volendam, Utrecht en Groningen nipt voor. 's-Hertogenbosch was in 2007 met zeven teams actief op het hoogste niveau. Twee teams werden zelfs landskampioen, te weten de dames van Hockeyclub 's-Hertogenbosch en de basketballers Eiffeltowers Den Bosch. De overige teams die bijdroegen aan de hoge klassering van de gemeente 's-Hertogenbosch zijn de heren van Hockeyclub 's-Hertogenbosch, HMC Den Bosch, Rugbyclub The Dukes en de voetballers FC Den Bosch en OJC Rosmalen. De onderscheiding werd op 27 maart 2008 overhandigd aan de gemeente tijdens Indoor Brabant in de Brabanthallen 's-Hertogenbosch.